# Amarilla flor
«Amarilla flor» es una canción compuesta por el músico argentino Luis Alberto Spinetta e interpretada por la banda Spinetta Jade, que se encuentra en el álbum Madre en años luz de 1984, cuarto y último álbum de la banda y 18º en el que tiene participación decisiva Luis Alberto Spinetta. 
En este álbum Spinetta Jade estaba integrada por César Franov (bajo), Juan Carlos "Mono" Fontana (Yamaha Grand - Yamaha DX7, Oberheim OBX-8, Moog The Source), Lito Epumer (guitarra) y Luis Alberto Spinetta: guitarra y voces. Héctor "Pomo" Lorenzo, integraba por entonces la banda, pero en el álbum solo participa del tema "Diganlé".

## Contexto
El tema es el tercero del último de los cuatro álbumes de la banda Spinetta Jade, Madre en años luz, con importantes cambios en su integración, respecto del álbum anterior, Bajo Belgrano (1983), fundamentalmente la salida de Sujatovich (teclados) y la entrada del Mono Fontana (teclados) y Lito Epumer (guitarra), especialmente Fontana que acompañará desde entonces a Spinetta muchos años e influirá sustancialmente en su sonido. El álbum se realiza también con una "máquina de ritmos" (Oberheim DMX), por primera vez en la carrera de Spinetta.
Madre en años luz fue un álbum bisagra, que cerró la etapa jazzera de Spinetta, para abrir una etapa de nuevos sonidos, calificados como más "ochentosos", más pop y más tecno.

## El tema
Musicalmente, el tema se apoya en el duelo del teclado del Mono Fontana y las baterías electrónicas que Spinetta introdujo de lleno en su música a partir de este disco.
En este tema Spinetta (voz y caja de ritmos) está acompañado solo por Juan Carlos "Mono" Fontana
(teclados).
La letra describe la pasión de Spinetta por una persona nunca definida, que él percibe como una "amarilla flor", que lo impulsa a ponerse a sus pies, en un estado de éxtasis que Spinetta describe como "el limbo de tu pie": 

Yo dejo todo y me voy al limbo de tu pie.
Yo vendo todo y me voy al limbo de tu pie.